# Scatlè
Scatlè (manchmal auch Scatlé geschrieben) ist eine Berglandschaft und ein 1910 ausgewiesenes Naturschutzgebiet in der Surselva im Schweizer Kanton Graubünden mit einem von drei in der Schweiz noch vorhandenen Urwäldern. Als Totalreservat ist das Gebiet der stärksten IUCN-Schutzgebietskategorie «Strenges Naturreservat» zuzuordnen, zu welcher in Graubünden auch der Schweizerische Nationalpark zählt.

## Name
Der rätoromanische Flurname Scatlè bedeutet auf Deutsch «verschachteltes» oder «eingeengtes» Gebiet, was dem Bild des Berghangs zwischen Felsbändern gut entspricht. Der Name kommt nicht weit entfernt auch noch in einer Berglandschaft am Weg zur Alp Suraua im Lugnez vor. Rätoromanisch (genauer: Surselvisch) bedeutet Uaul Scatlè «Wald Scatlè» beziehungsweise «Wald im Gebiet Scatlè».

## Lage
Der steile, bewaldete Berghang Scatlè mit der Fläche von fast einem Quadratkilometer befindet sich auf der linken, südlichen Seite des unteren Frisaltals (rätoromanisch Val Frisal) in der Gemeinde Breil/Brigels. Der nordöstlich ausgerichtete Hang unterhalb der Felsformation Ils Plattius am Ostgrat des Piz Dado erstreckt sich von der Höhe von 2200 m ü. M. bis hinunter zum Fluss Flem, wo neben dem Wald Scatlè auf 1500 m ü. M. im Talgrund offenes Grasland mit dem Namen Chischarolas liegt. Das Felsgestein am Piz Dado besteht aus Verrucano-Konglomerat. Ein lokaler nacheiszeitlicher Bergsturz bildete die Blockschutthalde am Berghang, aus der einige markante Felsvorsprünge wie der Grep Ner (deutsch «schwarzer Fels») herausragen.
Rund um das unzugängliche Gebiet Scatlè wurden in den weniger steilen Talpartien vor Jahrhunderten durch Rodung Weidegebiete geschaffen, die der Alpwirtschaft dienen. Bei der Bergweide mit dem Flurnamen Chischarolas östlich von Scatlè überquert die Alpstrasse, die auch zum Pfad über den Kistenpass führt, den Flem auf einer Brücke. An dieser Stelle im unteren Val Frisal, die auf älteren Landeskarten auch als Cascharolas (von surselvisch casar «käsen») bezeichnet ist, standen bis um die Mitte des 20. Jahrhunderts Alphütten, die wohl der Herstellung oder Lagerung von Bergkäse dienten. Talabwärts liegt neben Scatlè die Alp da Stiarls.
Oberhalb des Berghangs Scatlè führt ein schmaler Fussweg von der grossen Alp Tschegn durch die Felsen von Plattius in das Tal hinein zur Alp Nova nördlich von Scatlè. Der Tal- und der Höhenweg sind als offizielle Wanderwege bezeichnet. 

## Waldreservat
Auf einer 24 Hektar grossen, wegen der Steilheit des Geländes und der Bodenstruktur auf grobem Felsschutt als Alpweide nicht geeigneten Fläche am Berghang steht ein uralter Primärwald von Fichten (Picea excelsa), in dessen Kerngebiet auch einige Bäume mit einem Alter von mehreren hundert Jahren vorkommen. Der Bestand gilt als höchstgelegener Fichtenurwald Europas.
Als der Schweizerische Forstverein auf seiner Jahresversammlung 1907 die «Schaffung von Urwald-Reservationen in der Schweiz» als ein neues Ziel in sein Tätigkeitsprogramm aufnahm, konnte der Bündner Kreisförster und spätere Regierungsrat und Ständerat Johann Joseph Huonder (1878–1935) die Gemeinde Brigels dazu bewegen, den schon früher selten begangenen Wald im Gebiet Scatlè auf Dauer von der wirtschaftlichen Nutzung auszuschliessen und im natürlichen Zustand zu lassen. Die erste diesbezügliche Vereinbarung zwischen der Gemeinde und dem Schweizerischen Forstverein wurde durch das Vertragswerk vom 29. April 1910 mit Beteiligung des 1909 gegründeten Schweizerischen Bunds für Naturschutz (SBN) – heute Pro Natura – und der Eidgenössischen Technischen Hochschule Zürich (ETH) abgelöst. Damit war im Gebiet Scatlè eine Fläche von neun Hektaren als erstes Naturwaldreservat der Schweiz ausgewiesen. Im Jahr 2000 wurde das Schutzgebiet durch einen neuen Vertrag, abgeschlossen zwischen der politischen Gemeinde Breil/Brigels, der Eidgenössischen Technischen Hochschule Zürich, Pro Natura, Pro Natura Graubünden und dem Kanton Graubünden, um 15 Hektar erweitert.
Der Kanton Graubünden führt den Wald Scatlé im Verzeichnis der «Naturvorrangflächen». Sowohl das Kerngebiet von neun Hektaren als auch das weitere Areal von 24 Hektaren sind separat in der Weltdatenbank der Schutzgebiete (WDPA) als Biotop- und Artenschutzgebiete ausgewiesen.

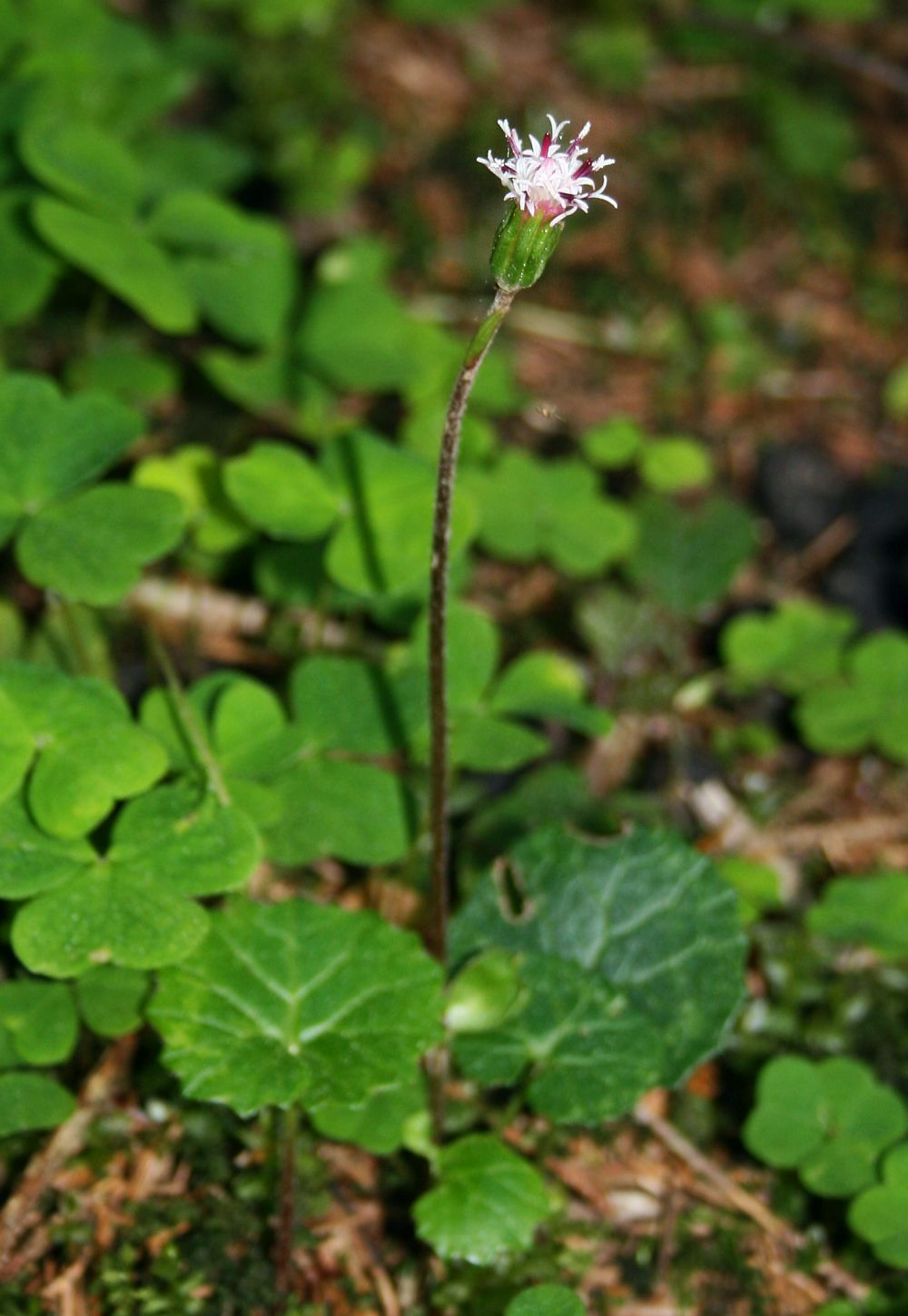
Alpenlattich

Forstwissenschaftliche Untersuchungen durch die ETH Zürich identifizierten im Scatlèwald, der im Allgemeinen zum Typus des heidelbeerreichen subalpinen Fichtenwalds (Verband Vaccinio-Piceion) gehört, folgende Vegetationseinheiten:
- Alpenlattich-Fichtenwald mit Alpenwaldfarn
- Alpenlattich-Fichtenwald, Blockausbildung
- Alpenlattich-Fichtenwald mit Wollreitgras
- Alpenlattich-Fichtenwald mit Torfmoos
- Alpenlattich-Fichtenwald mit Heidelbeere
- Typischer Hochstauden-Fichtenwald
- Hochstauden-Fichtenwald mit Alpenwaldfarn.

Der natürliche Fichtenwald weist an mehreren Stellen Lücken auf, die durch natürliche Vorgänge wie das Absterben grosser, alter Bäume oder äussere Einflüsse entstanden. 1984 zerstörte eine Lawine einen Waldstreifen im südlichen Abschnitt des Urwalds. Altersbestimmungen an lebenden Bäumen und an Totholz ergaben Hinweise auf ein wahrscheinlich im 19. Jahrhundert eingetretenes Ereignis, wohl einen starken Windbruch, der zu einer plötzlichen Verjüngung im Baumbestand führte. Wo das Kronendach etwas Platz lässt und Licht auf den Boden fällt, breiteten sich Sträucher wie die Vogelbeere, die Schwarze Heckenkirsche, die Himbeere, die Gebirgs-Rose, die Steinbeere und die Alpen-Johannisbeere aus. Im Blockschutt wachsen Farne, Heidelbeeren und das Wollreitgras. Auf Gestein und Borken leben mehrere Moosarten (Gewöhnliches Gabelzahnmoos, Etagenmoos, Rotstängelmoos, Echtes Federmoos, Grosses Muschelmoos, Dreizähniges Sternmoos).
Im Naturreservat wurden in jüngster Zeit mehrere in der Schweiz als stark gefährdet eingestufte Pflanzenarten gefunden: das Alpen-Goldhaarmoos, das Wanzen-Knabenkraut und das Zierliche Hundszahnmoos.
Der Fichtenwald Scatlè gehört zu den Schutzgebieten, die gemäss dem Monitoringkonzept für Schweizer Naturwaldreservate durch die ETH Zürich seit 1964 intensiv dokumentiert werden. 2010 beteiligte sich das Bündner Naturmuseum an einem Forschungsprojekt zur Totholzkäferfauna im Urwald.
Im Val Frisal sind noch mehrere andere Waldstücke, die jedoch keine Urwälder, sondern ehemalige Nutzwälder sind, als kantonale Waldreservate ausgewiesen.

## Ziel
Das Naturwaldreservat hat zum Zweck:
- die natürliche, von Menschen möglichst unbeeinflusste dynamische Entwicklung des Urwaldes Scatlè sicherzustellen
- wissenschaftlichen waldbaulichen Untersuchungen zu dienen
- dank seiner Ursprünglichkeit auch zur Erhaltung der Vielfalt der einheimischen Arten, ihrer genetischen Strukturen und ihrer Lebensräume in der Umgebung beizutragen.[15]